# Georg Herold (Gießer, 1590)
Georg Herold (getauft am 12. September 1590 in Nürnberg; begraben am 17. Oktober 1632 ebenda) war ein deutscher Rotschmied, Stück- und Glockengießer.
Herold wurde als Sohn von Balthasar Herold geboren. Sein Bruder war Wolf Jacob Herold. Georg heiratete am 8. September 1619 Katherina (getauft 25. November 1595; begraben 27. Juni 1660 im ehemaligen Grab 1336 auf dem Johannisfriedhof), Tochter von Hieronymus Oertel. Gemeinsam hatten sie sechs Söhne (Balthasar II., Hans Georg, Andreas, Johannes, Wolfgang Hieronymus und Achatius).
1624 übernahm er die Gießhütte am Frauentor von seinem Vater. Glocken von ihm sind noch in Böhmen, Mittelfranken, Oberfranken und der Oberpfalz erhalten.
Seine Witwe Katharina heiratete 1634 Leonhard Löw. Dieser leitete von 1634 bis 1653 seine Gießhütte und bildete seine Söhne aus.